# Naumovo
Naumovo (en rus: Наумово) és un poble de l'óblast de Kaluga, a Rússia, que el 2007 tenia 30 habitants, pertany al districte de Spas-Démensk.